# Matei Berindei
Matei Berindei (n. 16 octombrie 1922, Bălăcești, Gorj) este un fitotehnist român, specialist în cultura cartofului, recunoscut pentru contribuțiile sale la dezvoltarea tehnologiilor de cultivare a cartofului și sfeclei de zahăr în România. A activat peste patru decenii (1948–1988) în cercetare la Institutul de Cercetare Agricolă (ICAR), Institutul Central de Cercetări Agricole (ICCA) și Institutul de Cercetare și Producție pentru Cultura Cartofului Brașov, pe care l-a fondat. A publicat peste 280 de lucrări științifice și a fost membru corespondent (1969) și titular (1991) al Academiei de Științe Agricole și Silvice (ASAS). A primit de trei ori Premiul Academiei Române pentru contribuțiile sale în agrofitotehnie.

## Biografie
Copilărie și educație  
Matei Berindei s-a născut la 16 octombrie 1922 în comuna Bălăcești, județul Gorj. A urmat școala primară în satul natal (1929–1933) și Liceul „Frații Buzești” din Craiova (1934–1942). În 1943, s-a înscris la Facultatea de Agronomie a Institutului Agronomic „N. Bălcescu” din București, absolvind în 1948 cu rezultate remarcabile. 
În 1960, a obținut titlul de doctor în agronomie sub îndrumarea profesorului Gheorghe Valuță, cu teza „Cercetări privind dinamica formării și creșterii tuberculilor de cartof pe solul brun roșcat de pădure de la Moara Domnească”. 
Carieră profesională  
După absolvire, Matei Berindei a fost angajat la ICAR, lucrând inițial la Stațiunea Experimentală Agricolă Câmpia Turzii și Stadina (1948–1953). Ulterior, a fost transferat în laboratorul doctorului agronom V. Comănescu la Moara Domnească, unde s-a specializat în cultura cartofului și sfeclei de zahăr. În 1963, a devenit șef al Secției de Cercetare pentru Cartof și Sfeclă de Zahăr la ICCA. Între 1967 și 1977, a fost director științific al Institutului de Cercetare și Producție pentru Cultura Cartofului Brașov, iar între 1977 și 1981, director general al acestuia. Din 1981 până la pensionare (1988), a ocupat funcția de secretar științific al Secției de Horticultură din ASAS. După 2000, a fost profesor asociat la Universitatea de Științe Agronomice și Medicină Veterinară din București. 

## Activitate științifică
Matei Berindei a publicat peste 280 de lucrări științifice, dintre care 130 ca autor unic sau prim-autor, axate pe biologia, ecologia și agrotehnica cartofului, precum și pe tehnologia sfeclei de zahăr. A fondat Institutul de Cercetare și Producție pentru Cultura Cartofului Brașov, organizând stațiunile subordonate de la Miercurea Ciuc, Târgu Secuiesc, Târgu Jiu și Albota (Argeș). A format o școală de cercetare pentru cartof, colaborând cu specialiști precum T. Catelly, Eugenia Tănăsescu, D. Scurtu și P. Zăhan. 
Contribuții în cultura cartofului
- Biologie și ecologie: A studiat influența factorilor agrometeorologici, iarovizarea materialului de plantare și productivitatea fotosintezei în funcție de desimea de plantare. Lucrări notabile includ „Cercetarea botanică și biologică a cartofului” (1956) și „Influența factorilor agrometeorologici și a solului asupra producției de cartof” (1962). [1]
- Zonare ecologică: A introdus conceptul de bazine specializate pentru cultura cartofului în zone favorabile (ex. Hunedoara, Transilvania, Nordul Moldovei), obținând producții de 50–60 t/ha. A publicat „Bazine specializate pentru cultura cartofului în R.S. România” (1972). [1]
- Agrotehnică: A optimizat lucrările solului, fertilizarea și sistemele de lucrări minime, publicând „Sistemul de lucrare a solului pentru cartof” (1979) și „Contribuții la aplicarea sistemului de lucrări minime la cultura cartofului” (1973). [1]
- Sisteme speciale de cultură: A dezvoltat tehnologii pentru cartof timpuriu, cartof de vară, cartof irigat și cartof sub folie de polietilenă, asigurând consumul proaspăt din mai până în noiembrie. Lucrări relevante: „Cultura cartofului sub folie de polietilenă” (1985) și „Contribuții la agrotehnica culturii de vară a cartofului” (1959). [1]
- Producerea materialului de plantare: A inițiat conceptul de „zone închise” pentru producerea cartofului de sămânță, publicând „Zone închise pentru producerea cartofului de sămânță” (1969). A propus înmulțirea materialului de plantare în afara zonelor închise, cu lucrări precum „Producerea cartofilor de sămânță în câmpie” (1961). [1]
- Managementul producției: A organizat producția de cartof în bazine specializate și consilii agroindustriale, publicând „Organizarea producției de cartof în R.S. România” (1976). [1]

Contribuții în cultura sfeclei de zahăr
În primii 10 ani de carieră, Berindei a studiat agrotehnica sfeclei de zahăr, abordând pregătirea semințelor, semănatul, lucrările de îngrijire și recoltarea. Lucrări relevante: „Epoca de semănat la sfecla de zahăr” (1955) și „Folosirea seminței segmentate la sfecla de zahăr” (1961). 

## Activitate didactică
Matei Berindei a fost îndrumător de doctorat, coordonând 52 de teze în domeniul agrofitotehniei cartofului. După 2000, a fost profesor asociat la Universitatea de Științe Agronomice și Medicină Veterinară din București, contribuind la formarea specialiștilor în cultura cartofului. A organizat consfătuiri, simpozioane și conferințe pentru transferul cunoștințelor către fermieri. 

## Activitate managerială
Matei Berindei a deținut funcții de conducere care au influențat cercetarea agricolă:
- Șef al Secției de Cercetare pentru Cartof și Sfeclă de Zahăr, ICCA (1963).
- Director științific (1967–1977) și director general (1977–1981) al Institutului de Cercetare și Producție pentru Cultura Cartofului Brașov.
- Secretar științific al Secției de Horticultură, ASAS (1981–1988).
- Fondator al Federației Cultivatorilor de Cartof din România.
- Membru al Asociației Europene a Cultivatorilor de Cartof (1970–1988) și al Consiliului de conducere al AECC (1981–1987). [1]

## Lucrări
Matei Berindei a publicat peste 280 de lucrări științifice, broșuri tehnice și lucrări de sinteză, dintre care 130 ca autor unic sau prim-autor. Dintre lucrările reprezentative:
- „Epoca de semănat la sfecla de zahăr”, Probleme Agricole, nr. 3, 1955
- „Perspectivele cultivării cartofului în RPR”, Probleme Agricole, nr. 5, 1955
- „Aplicarea mulcitului la cartof în cultura de vară a cartofului”, Probleme Agricole, nr. 2, 1956
- „Manualul Președ. GAC. Cartofii, Sfecla de zahăr” (coautor), Ed. Academiei RSR, 1956
- „Contribuții agrotehnice la cultura cartofului de vară”, Analele ICAR, Seria B, 1959
- „Cultura cartofilor timpurii”, Ed. Agrosilvică, 1960
- „Folosirea seminței segmentate la sfecla de zahăr”, Ed. Academiei RPR, 1961
- „Metode de producere a cartofilor timpurii”, Analele ICCPT Fundulea, vol. XXV, 1962
- „Unele aspecte ale raionării soiurilor de cartofi timpurii”, Grădina, Via și Livada, nr. 1, 1963
- „Sistemul de lucrare a solului și folosirea rațională a îngrășămintelor la cultura cartofului”, Probleme Agricole, nr. 6, 1963
- „Agrotehnica recoltelor mari de cartof”, IDT, 1965
- „Cultura cartofului” (cu Ec. Constantinescu ș.a.), Ed. Agrosilvică, 1965
- „Cartoful. Monografie” (coord. Ec. Constantinescu), Ed. Agrosilvică, 1969
- „Producerea cartofului de sămânță”, Red. Rev. Agricole, 1970
- „Bazine pentru cultura cartofului în RSR”, Analele ICCS, vol. III, 1972
- „Tehnologia producerii industriale a cartofului”, CLF, 1973
- „Zonarea producției de cartof”, Ed. Ceres, 1975
- „Organizarea producției de cartof în România”, Ed. Ceres, 1976
- „Studiu comparativ a două metode de microzonare a producției de cartof”, Lucrări Științifice ICPC Brașov, vol. X, 1979
- „Tehnologia încolțirii cartofului de sămânță în solarii”, Revista Producția Vegetală, Horticultura, nr. 1, 1983
- „Cultura cartofului în gospodăriile populației”, Ed. Ceres, 1984

## Premii și distincții
- Premiul Academiei Române (de trei ori, date nespecificate)
- Titlul de Docent în Științe (1971)
- Membru corespondent al ASAS (1969)
- Membru titular al ASAS (1991)

## Afilieri
- Îndrumător de doctorat (52 de teze coordonate)
- Membru al Asociației Europene a Cultivatorilor de Cartof (1970–1988)
- Membru al Consiliului de conducere al Asociației Europene a Cultivatorilor de Cartof (1981–1987)
- Fondator al Federației Cultivatorilor de Cartof din România
- Reprezentant al României la conferințe internaționale în Olanda, Danemarca, Belgia, Germania, Franța